# Quatis
Quatis is een gemeente in de Braziliaanse deelstaat Rio de Janeiro. De gemeente telt 13.137 inwoners (schatting 2009).

## Aangrenzende gemeenten
De gemeente grenst aan Barra Mansa, Porto Real, Resende, Valença en Passa-Vinte (MG).

## Geboren in Quatis
- Jair da Rosa Pinto (1921-2005), voetballer